# Bertil Köhler (författare)
Oskar Bertil Köhler, född 12 augusti 1926 i Gällivare, död 1 december 2014 i Luleå, var en svensk författare.
Köhler, som var jordbrukarson, utbildade sig till journalist och var verksam på Arbetarbladet i Gävle. Han blev därefter informationschef på Boliden AB och därefter informationschef på Luleå kommun. Han var även manusförfattare till filmen Maria (1975).